# Couteau corse

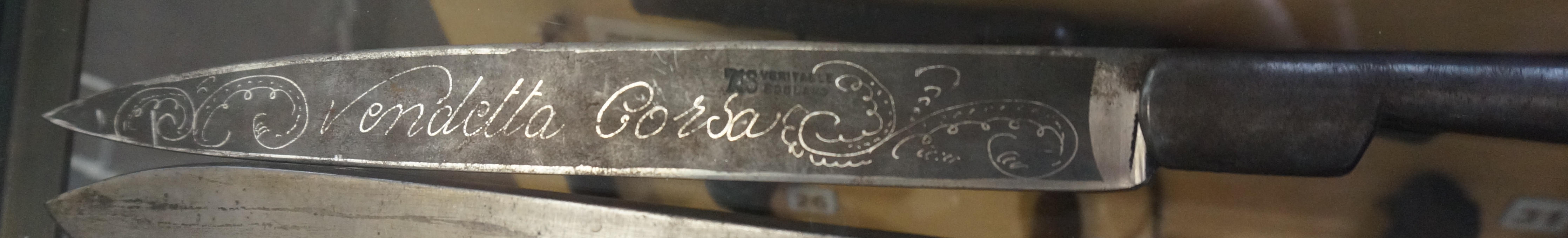
lame d'un couteau fabriqué à Thiers.

Le couteau Corse, appelé vendetta, est constitué d'une lame longue et pointue pour saigner le gros gibier ou le bétail, une mitre large et un manche arrondi.
Ce mot italien signifie « vengeance ».